# Caria sponsa
Caria sponsa is een vlindersoort uit de familie van de prachtvlinders (Riodinidae), onderfamilie Riodininae.
Caria sponsa werd in 1887 beschreven door Staudingerl.